# Sztevanovity Zorán
Sztevanovity Zorán (szerbül Зоран Стевановић, illetve Zoran Stevanović, a magyar könnyűzenei életben gyakran csak Zorán; Belgrád, 1942. március 4. – ) Kossuth-díjas és Liszt Ferenc-díjas szerb származású magyar előadóművész, énekes, gitáros, zeneszerző; Sztevanovity Dusán dalszövegíró, zeneszerző bátyja. 
A nagy beatgeneráció tagjainak kései pályafutásában külön kategóriát képvisel Zorán, aki az elmúlt évtizedekben kétségkívül a régi generáció legaktívabb tagja[forrás?]. 

## Pályafutása
Sztevanovity Milutin közgazdász, újságíró és Zemanovity Mária gyermekeként született. Zorán családjával 1947-ben Magyarországra költözött. Politikai okokból nem mentek vissza Jugoszláviába, végleg Budapesten telepedtek le. 
A budapesti Radnóti Miklós Gimnáziumban érettségizett, majd 1960-ban felvételt nyert a Budapesti Műszaki Egyetem villamosmérnöki karára. Öt szemeszter elvégzése után – öccsével együtt – döntött úgy, hogy a műszaki pálya helyett inkább a zenélést választja. Döntésük meghozatalában édesapjuk támogatta őket, az akkori támogatásért Zorán 2006-ban a Prima Primissima díj átvételekor köszönetet mondott édesapjának. 
Zorán édesapját politikai okok miatt három évre börtönbe zárták, 1955-ben szabadult. Többek között erről a három évről is szól a Leonard Cohen dalára Dusán által írt, mélyen elgondolkodtató, személyes élményeken alapuló Volt egy tánc című szám („És a harmadik tél is lejárt, És egy hajnalon csöngettek hármat, És az apám az ajtóban állt.”).

### Metrós évek
Zorán 1960-ban a Nyugati pályaudvar KISZ-klubjában, a Hangulat Bárban játszott, ugyanebben az évben Rudas Andrással (zongora), Elekes Zoltánnal (szaxofon), Maka Bélával (bőgő), Bálint Istvánnal (dob) megalakította a Zenith együttest. Az együttesben Zorán gitározott és énekelt, a Népköztársaság útján fekvő KISZ-klubban játszottak. 
Az együttes 1961-ben szerződést kötött a mai Centrál, akkor Irányi utca és Egyetem utca sarkán található Metro Klubbal (ami 1962-ben a Rákóczi út 60-ba költözött). Ezzel a zenekar nemcsak helyszínt, hanem nevet is váltott, az alakulat felvette a Klub nevét, így lett nevük: Metro. 
1962-ben indultak az első Ki mit tud?-on, de a döntőben az erősítő hibája miatt nem tudtak játszani és a zsűri kérésüket megtagadva nem engedte meg félbemaradt számuk újbóli eléneklését. 1963-ban Zorán immár szólistaként indult a Ki mit tud?-on, amit Gershwin magyarított Summertime-jával, valamint a Számum című dallal megnyert. 
Közben megjelentek a Metro együttes első felvételei Deák Tamás zeneszerző–trombitás-hangszerelő közreműködésével Smaragd, Mit tegyek?, Old Man River, Melody Blue címmel. A zenekar 1964-től a Metro klub új és egyben végleges helyén, a Dohány utca 22-ben játszott.

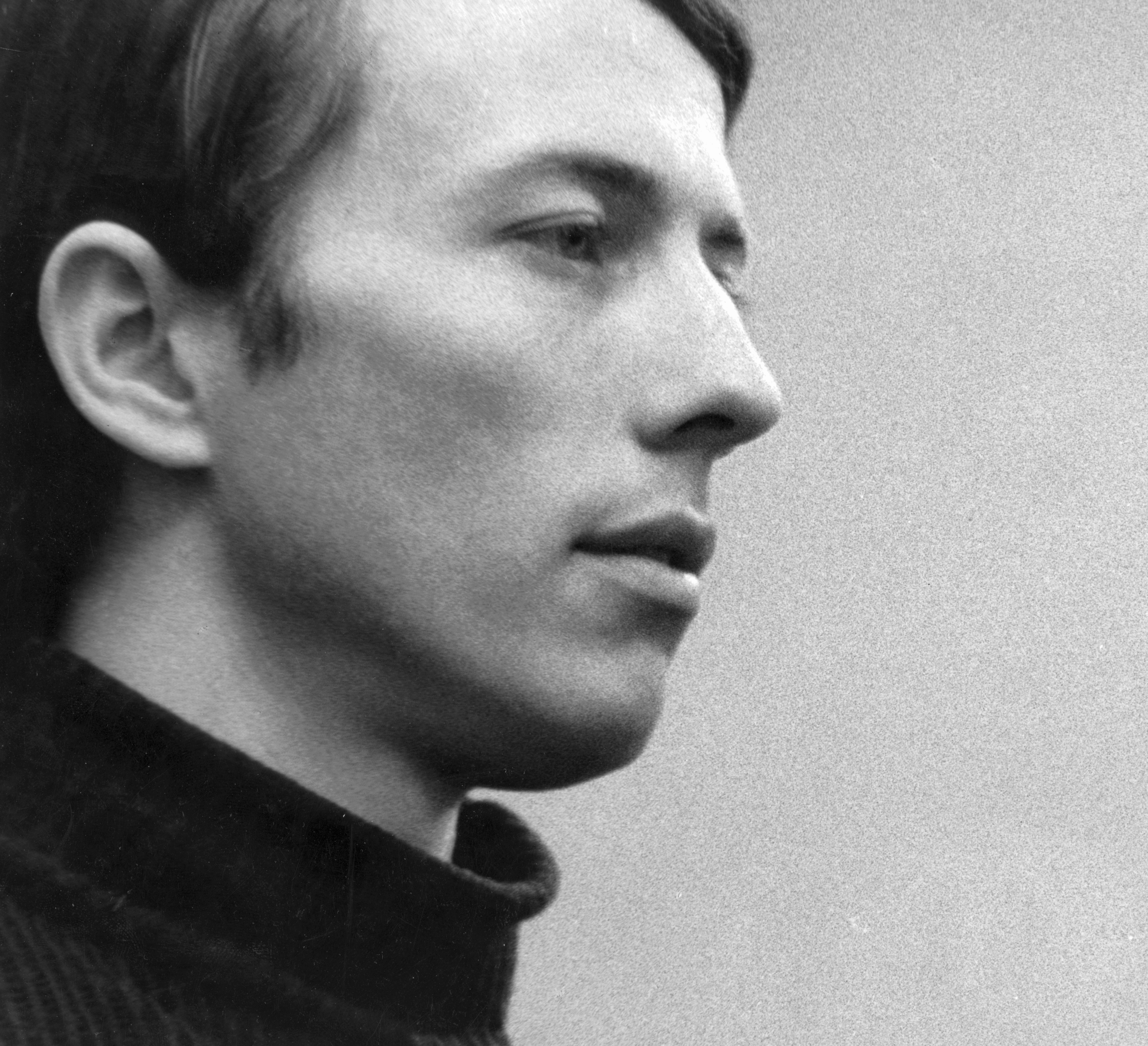
1966-ban, az Ilyen ez a háború című film forgatásán

1965-ben a zenekar Kozmosz, Volgai hajósok dala, Do Wah Diddy Diddy, Pretty Women, Keep Searchin, The Rise and Fall of Flingel Bunt, Help, So Mistifying címen angol nyelvű felvételeket készített. A zenekarban ekkor részt vett Zentai Antal (szaxofon), Bokány Ferenc (basszusgitár).
1965 őszére kialakult a Metro csapata: Sztevanovity Zorán (ének, gitár), Sztevanovity Dusán (ritmusgitár), Schöck Ottó (billentyűs hangszerek), Frenreisz Károly (basszusgitár, szaxofon, ének), Brunner Győző (dob). 1966-ban Édes évek címmel megjelent az első magyar nyelvű Metro-kislemez. Az együttes az 1966 júliusában megtartott Táncdalfesztiválon eljátszotta a Mi fáj? című Nikolics–Boros közös szerzeményt. 1967-ben a Metro Banovich Tamás Ezek a fiatalok című filmjében a Gyémánt és arany című számot adta elő. 1967 tavaszán Frenreisz Károly és Brunner Győző elhagyta a zenekart és Nyugat-Európába szerződött. Ezzel a Metro is átalakult, helyükre Rédey Gábor (basszusgitár) és Veszelinov András (dob) érkezett. 
Szintén 1967-ben jelent meg a Metro hét kislemeze: Álmodozom a világról, Végre itt van az óra, Roppant kényes a helyzetem, Feltámadtál, Viharvirág, Hétköznapi semmiség, Bell, a részeges kutya címen. Zorán az 1967-es Táncdalfesztiválon előadta a Végre itt van az óra című számot. 1968 januárjában Zorán Ray Phillips vendégeként két hetet töltött Londonban, ahol a Speakeasy klubban találkozott John Lennonnal és Ringo Starr-ral. Ez idő alatt az együttes a Marshall-cégtől új erősítőket kapott. Júliusban Zorán a Táncdalfesztiválon a Fehér sziklák című számot énekelte. Szeptemberben újra alapító tagjai fémjelzik a Metrót. Az együttes ebben az évben Bábel, Egy fiú és egy lány, Azért is az égben járok, Törött pohár, Valami újat szeretnék, Nelly, Ő és én, Nem vagyok elveszett ember, Dohányfüstös terem, Pár csepp méz, Kamasz kislány címen új kislemezeket adott ki.
1969-ben megjelent az első Metro-nagylemez, ami elérve az 50 000-es példányszámot, aranylemez lett. Majd az együttes szerepelt Kovács András Extázis 7-től 10-ig című dokumentumfilmjében. A filmben Zorán a Budai Ifjúsági Parkban énekelt. A zenekar az 1969-es Táncdalfesztiválon a Szobrok című dallal lépett fel. 1970-ben a Metro Hómadár címmel új kislemezt adott ki, majd Schöck Ottó kiválásával Fogarasi János lett az együttes billentyűse. 1970 nyarának végén az együttes a finnországi, turkui nemzetközi rockfesztiválon 40 000 ember előtt énekelt. Ez év őszén megjelent az Egy este a Metró Klubban… című második Metro lemez, ami egyben az első magyar koncertalbum.
1971-ben az együttes alapító tagjai közül Dusán hátat fordítva a zenélésnek, és Frenreisz Károly a Locomotiv GT-be távozva, végleg kilép a Metróból. Helyükre Mogyorósi László (gitár) és Póka Egon (basszusgitár) került. Az együttes ősszel újraalakult, tagjai: Sztevanovity Zorán (gitár, ének), Novák András (ének), Hanka Péter (gitár), Elekes Zoltán (szaxofon), Tóth Béla (harsona), Tihanyi Gyula (basszusgitár), Szigeti Béla (dob). A héttagúra duzzadt zenekar több felvételt is készít Színesre festve, Közel a sátánhoz, A kapun túl, Háló, Csillaglány címen. 1972-ben a Metro Lengyelországban turnézott, majd három hónapot töltött az NSZK-ban. Ősszel a zenekar végleg feloszlott. Zorán a Taurus Ex-T 25-75-82 basszusgitáros-énekese lett.

### Szólókarrier
1973-ban a Taurus együttes átalakulása, majd megszűnése után Zorán kilenc hónapig Ausztriában és az NSZK-ban zenélt. 1974 áprilisában hazatért Nyugat-Európából, és a Nyomom a gázt, illetve a Vásott éjek című számból a Gemini együttes kíséretével kislemezt adott ki.
1976-ban részt vett a Melodii Druzej többfordulós, Rigában, Leningrádban és Moszkvában zajló, szovjetunióbeli táncdalfesztiválon. Malek Miklós és S. Nagy István Hull egyre hull az őszi zápor című szerzeményét énekelte, és elnyerte a fődíjat. A televízióban Sztevanovity Dusán magyar szövegével előadta az Eurovíziós Dalfesztivál Save Your Kisses for Me c. nyertes dalát, Csókokkal vársz címmel, mely nagy slágerré vált. Ősszel az Egymillió fontos hangjegy elnevezésű tévéműsorban mutatták be a Szépek és bolondok, Én már próbáltam, Apám hitte című számokat. Még ebben az évben Presser Gáborral kislemezt adott ki, amire felkerült a Könyörgés és az Az legyél, akinek látszol című Presser Gábor–Adamis Anna-szerzemény.
1977-ben a Mafilm Lumumba utcai stúdiójában megkezdődtek Zorán első lemezfelvételei, a szólólemez hamar aranylemez lett. 1977 októberében közösen Koncz Zsuzsával a Beton együttes kíséretében két hónapos turnét tartott. 1978-ban megjelent Zorán második szólóalbuma, Zorán II. címmel, a felvételek szintén a Mafilm Lumumba utcai stúdiójában készültek.
1979-ben megjelent Zorán harmadik szólóalbuma Zorán III. címmel. 1980. október 23-án Pozsonyban lépett fel Gustáy Brom zenekarának kíséretében, majd koncertet adott Jugoszláviában. 1981-ben szerepelt Sándor Pál Ripacsok című filmjében. Még abban az évben megválasztották a Szabadfoglalkozású Zenei Előadóművészek Szakszervezetének elnökévé. A rádióban slágerré válik Ne várd a májust című száma, amelyet Bródy János írt. Egyik versszakát, mely a prágai tavasz eseményeire utal (Ijesztő szelek fújnak, kedvesem / Nem hoznak több tavaszt el fényesen / Fejünkre hullanak a csillagok / Rémülten ébrednek az álmodók) betiltották, helyette dúdolás hallható, egy évvel később megjelent nagylemezén ezt is kivágták belőle, így az eredeti felvétel máig kiadatlan maradt. 
1982-ben Kovács Katival Játssz még! című duettjüket mutatták be a Tessék választani! című bemutatón. A dal az Ifjúsági Magazin Slágerlistáján, a Magyar Rádió és a Magyar Ifjúság Slágerlistáján is több ízben első helyen végzett. Április 4-én Liszt Ferenc-díjat kapott. Megjelent Sylvie Vartan, francia nyelvű, Apám hitte-feldolgozása: Je veux aimer címen. 1982 novemberében kiadták Tizenegy dal című negyedik szólóalbumát.
1982. január 2-án Lévai Évától megszületett a lánya, Szandra. 1984 júliusától Kovács Katival az Universal együttes kíséretében nyári turnét tartott. 1985-ben megjelent az Édes évek című Metro-lemez, majd decemberben fellépett a Budapest Sportcsarnokban tartott magyar Live Aid: Mondd, mit ér egy falat kenyér – Rockzenészek az éhező Afrikáért elnevezésű koncerten. 1987-ben Tímár Péter Moziklip c. filmjének betétdala lett a Számíthatsz rám című szám. Öt év után új Zorán-album jelent meg Szép holnap címmel. Zorán írta az 1990-ben kiadott Calypso-lemezen szereplő Calypso-indulót. Májusban megjelent 1977–1990 címmel az első Zorán-válogatásalbum. 
1991-ben megjelent Zorán új albuma, Az élet dolgai, amiért a Vígszínházban tartott koncerten aranylemezt vett át. A koncert vendége Presser Gábor és Gerendás Péter volt. 1992-ben a Budapest Sportcsarnokban telt házas koncertet adott a Metro együttes. Az együttes Zorán–Dusán–Schöck Ottó–Frenreisz Károly–Brunner Győző–Veszelinov András-felállásban lépett színpadra. Júniusban kiadták a Metro-koncert felvételét, valamint egy öt nagylemezt tartalmazó Metro-díszdobozos albumot. Zorán 1993-ban a Pesti Vigadóban Az elmúlt 30 év címmel... öt unplugged előadásból álló koncertsorozat tartott. Ez év novemberében unplugged koncertet adott a Budapest Sportcsarnokban, vendégei Presser Gábor, Schöck Ottó, Gerendás Péter és Dés László voltak.
1994 novemberében megjelent a Kell ott fenn egy ország című maxi CD, amelyen 4 külföldi sláger hallható magyar nyelven. Decemberben Zorán Bródy János Budapest Sportcsarnokban tartott koncertjén együtt énekelte a Mindannyian mások vagyunk… című számot Koncz Zsuzsával, Somló Tamással, Tolcsvay Lászlóval, Halász Judittal és a szerzővel, Bródy Jánossal. 1994. december 3-án megkapta az ARD televízió Arany Európa-életműdíját. 1994-ben a Magyar Köztársasági Érdemrend tisztikeresztjével tüntették ki. 1996-ban aranylemez lett Az elmúlt 30 év… című dupla CD, illetve a Majd egyszer… című szólóalbum. 1996 novemberében elhunyt Zorán felesége. A művész lemondta összes tervezett fellépését, beleértve a Budapest Sportcsarnokba szervezett nagyszabású koncertjét is. 1997-ben koncertet tartott a Budapest Sportcsarnokban, vendége volt Presser Gábor, Karácsony János, Somló Tamás, Sárközy Gergely, Lantos Zoltán, Babos Gyula. Ez év augusztusában a Tom-Tom kiadónál megkezdődtek az 1997 című szólólemez felvételei. Szeptemberben Zorán, Demjén Ferenc, Horváth Charlie, Somló Tamás és Cserháti Zsuzsa társaságában Münchenben részt vett Leslie Mandoki Találkozások című lemezének felvételén. Novemberben Zorán részt vett Somló Tamás 50. születésnapja alkalmából tartott koncerten, illetve megjelent 1997 című szólóalbuma.
1998-ban koncertet adott a Budapest Sportcsarnokban, vendége volt Presser Gábor, Kaszás Attila, Lantos Zoltán, Eszményi Viktória, valamint az Ando Drom. Zorán átvette az 1997 című albumért járó aranylemezt. 1998. június 28-án a Kapcsolat-koncert keretében 200 000 ember előtt énekelt a Felvonulási téren. 1998 végére már aranylemez lett a frissen kiadott Hozzám tartozol című újabb szólóalbum. 1999. június 27-én ismét, immár nagyjából 250 000 ember előtt énekelt a Kapcsolat-koncerten. Megjelent az Ablak mellett című szólóalbuma. Zoránt megválasztották a MIME (Magyar Internetezők és Számítógép-használók MagánEgylete) elnökévé.
2000-ben Zorán is fellépett a Budapesti Kongresszusi Központban tartott koncerten, amelyet a leégett Budapest Sportcsarnok újjáépítéséért rendeztek. 2000 őszén három alkalommal is telt házas koncertet adott az Erkel Színházban. 2001. június 2-án Illés–Metro–Omega-szuperkoncert a Népstadionban. Ez év őszén megjelent az Így alakult című szólóalbum. 2002 márciusában Artisjus-díjat, majd eMeRTon-díjat kapott. Március 23-án fellépett a budapesti Kossuth téren tartott Koncert a Köztársaságért rendezvényen. Májusban három előadásból álló koncertsorozatot tartott az Erkel Színházban.
2003. április 25-én az új Budapest Sportarénában rendhagyó koncertet tartott Vásáry Tamás vezényletével a Magyar Rádió Szimfonikus Zenekarának kíséretében. 2004. március 18-án és 19-én Örömzene címmel Zorán és Barátai koncerteztek a Vígszínházban. A dupla koncert vendége volt: Presser Gábor, Somló Tamás, Kern András, Gerendás Péter, Auth Csilla, Lantos Zoltán és Péter János. 2004 végén megjelent a Körben című minialbum, amely szintén 4 külföldi dal feldolgozását tartalmazza. 2005 áprilisában újabb telt házas koncertet adott a Budapest Sportarénában. Augusztusban a Veszprémi Ünnepi Játékokon balettművészek és színművészek előadták Zorán élő koncertjére készült, Volt egy tánc című táncjátékot. 2005 végére platinalemez lett a Koncert a Budapest Sportarénában című koncert-DVD.
2005-ben munkásságát a Magyar Köztársasági Érdemrend középkeresztjével ismerték el. 2006. március 15-én Zorán Kossuth-díjat kapott. Március végén a Kecskeméti Tavaszi Fesztiválon bemutatták a veszprémi Pannon Várszínház Volt egy tánc című produkcióját.
2006 őszére a Közös szavakból című szólóalbum aranylemez lett. Zorán december 7-én Prima Primissima-díjban részesült.

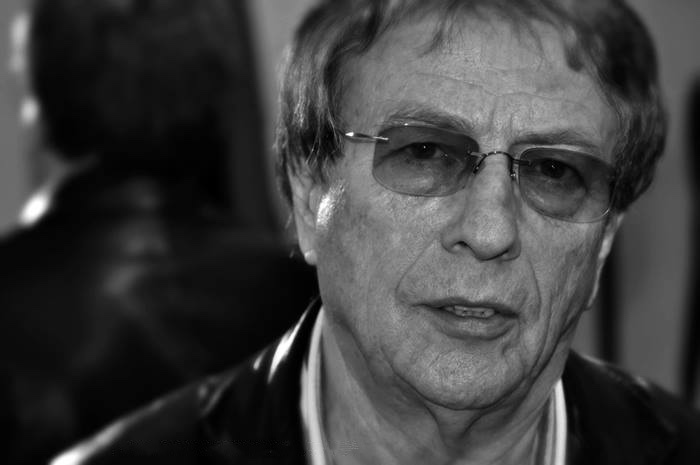
Stekovics Gáspár felvételén

Zorán 2007-ben, 2008-ban és 2009-ben is folytatta a már hagyományossá váló országjáró tavaszi és őszi turnékat. 2008 óta a turnék keretében felkeresett több erdélyi, felvidéki és vajdasági várost is, ahol telt házas koncerteket adott.
2007 tavaszán a Budapest Sportcsarnokban 12 000 ember előtt a Harminc című dalt együtt énekelte Presser Gáborral és Sztevanovity Dusánnal, valamint a Ne várd a májust című dalt a szerzővel, Bródy Jánossal. 2008 őszén A dalok és mi címmel telt házas koncertet adott a Művészetek Palotájában, immáron a zenekarához tartozó Horváth Kornél, Sipeki Zoltán, Lattmann Béla, Kovács Péter Kovax és Gyenge Lajos társaságában. 2009 tavaszán újabb koncertet adott a Művészetek Palotájában, amit a nagy érdeklődésre való tekintettel egy alkalommal meg kellett ismételnie.
Zorán legújabb, A dalok és mi című koncert-DVD-je a 2009-es Fonogram – Magyar Zenei Díj győztese lett az Év hazai DVD-je kategóriában. Legújabb, 2 CD-t magában foglaló válogatásalbumát – a 34 dalt – hatalmas közönségérdeklődés övezi, ezt mi sem bizonyítja jobban, mint az, hogy a válogatás CD 2009 decemberében aranylemez lett, 2010 decembere óta pedig már platinalemez.
2011 októberében jelent meg új lemeze Körtánc – Kóló címen, amely 2012 tavaszán platinalemez lett, és amellyel zeneileg némileg visszatért szerb gyökereihez. (A kóló egy délszláv táncfajta. Az album címadó dalában hallható ez a jelentőségteljes versszak: „Amott jöttem én a földre / Itt maradtam mindörökre / Megszerettem, amit kaptam / Szívem ide láncol”.) 2013-ban aranylemezt vehetett át az Aréna 2011 című albumáért.

## Diszkográfia

### Metro együttessel
- Metro (1969)
- Egy este a Metro Klubban… (1970)
- Metro koncert (1992)
- A Metro együttes összes felvétele (1992)
- Gyémánt és arany (2000)

### Szólóénekesként
- Zorán (1977)
- Zorán II. (1978)
- Zorán III. (1979)
- Tizenegy dal (1982)
- Édes évek (1985) – Metro-feldolgozások
- Szép holnap (1987)
- Zorán (1987) – VHS felvétel
- Zorán 1977–1990 (1990)
- Az élet dolgai (1991)
- Az elmúlt 30 év… (1993) – koncertlemez
- Az elmúlt 30 év… (1993) – VHS felvétel
- Kell ott fenn egy ország (1994) – maxi kislemez
- Majd egyszer (1995)
- Zorán-koncert (1996) – koncertlemez
- 1997 (1997)
- Hozzám tartozol (1998) – válogatáslemez egy új felvétellel
- Az ablak mellett (1999)
- Így alakult (2001)
- Zorán (2002)
- Zorán/Ritkaságok (2003)
- Zorán-koncert – Budapest Sportaréna 2003 (2003) – koncertlemez
- Zorán-koncert – Budapest Sportaréna 2003 (2003) – DVD
- A körben (2004) – maxi kislemez
- Koncert a Budapest Sportarénában 2005 (2005) – DVD
- Közös szavakból (2006)
- Közös szavakból koncert-Sportaréna (2007) – koncertlemez
- Közös szavakból koncert-Sportaréna 2007 (2007) – DVD
- A dalok és mi (koncert)-Művészetek Palotája 2008 (2008) – DVD
- Zorán – 34 dal (2009)
- Zorán antológia 74>79 – (2010) DVD
- Körtánc – Kóló (2011)
- Aréna 2011 (2012)
- Egypár barát (2013) – duettalbum
- Elszeretett dalok (2016)
- Aréna 2017 Unplugged (2017)
- Aréna 2019 (2019)

### Kiadatlan dalok
- 1974: Vár a rét, hív a nyár (km. Skorpió együttes)[8]
- 1974: Miért találtam rád
- 1976: Sose félj a boldogságtól
- 1976: Csúf kislány
- 1976: Csókokkal vársz (Save Your Kisses for Me)
- 1976: Én már próbáltam (km. Bódy Magdi)
- 1981: Ne várd a májust (hosszú változat, rádiófelvétel)
- 1985: Ötödik iksz (Rádiókabaré)

## Dalok
Zeneszerző Presser Gábor, szövegíró Sztevanovity Dusán, kivétel, ahol a szerzők nevét feltüntettük.

### Betűrendben
| Ábécé szerinti tartalomjegyzék                                                                           |
| --- |
| A, Á B C Cs D Dz Dzs E, É F G Gy H I, Í J K L Ly M N Ny O, Ó Ö, Ő P Q R S Sz T Ty U, Ú Ü, Ű V W X Y Z Zs |

#### A
- Addig jó nekem (Presser Gábor–Sztevanovity Dusán) 1977
- Adj valamit (Presser Gábor–Sztevanovity Dusán) 1978
- A hídon (Presser Gábor–Sztevanovity Dusán) 1999
- Ahogy volt, úgy volt (Presser Gábor–Sztevanovity Dusán) 1987
- Ahol jó volt (Presser Gábor) 1997
- Aki külvárosban nőtt fel (Blum József–Szenes Iván) 1974
- A jövő szele (Frenreisz Károly–Sztevanovity Dusán) 1992
- A kapun túl (Tóth Béla–Sztevanovity Dusán) 1971
- A körben (Sting – Magyar szöveg: Sztevanovity Dusán) 2004
- A lány, akire szerelemmel nézhetek (Balázs Ferenc–Horváth Attila, Brunner Győző) 1973
- Alszol a vállamon (Presser Gábor–Sztevanovity Dusán) 2006
- Altató (Pavel Danek–Sztevanovity Dusán) 1987
- A máshol élők városa (Presser Gábor–Sztevanovity Dusán) 2006
- Amikor elmentél tőlem (Presser Gábor–Sztevanovity Dusán) 1977
- A nő (Billy Joel – magyar szöveg: Sztevanovity Dusán) 2004
- Apám hitte (Sztevanovity Zorán, Presser Gábor–Sztevanovity Dusán) 1977
- A part (Eric Clapton – magyar szöveg: Sztevanovity Dusán) 2004
- A pénz (Frenreisz Károly–Brunner Győző) 1969
- Árva Bárka (Frenreisz Károly–Sztevanovity Dusán) 1970
- A szerelemnek múlnia kell (Presser Gábor–Sztevanovity Dusán) 1991
- Aszfaltrajz (Sztevanovity Zorán–Sztevanovity Dusán) 2003
- A sziget (Presser Gábor–Sztevanovity Dusán) 2006
- A színfalak mögött (Presser Gábor–Sztevanovity Dusán) 1999
- A szívem hív, hív (Fogarasi János–Brunner Győző) 1970
- Az ablak mellett (Presser Gábor–Sztevanovity Dusán) 1999
- Az a hosszú asztal (Presser Gábor–Sztevanovity Dusán) 2001
- Az aranykulcs (Demjén Ferenc) 1978
- Az élet dolgai (Presser Gábor–Sztevanovity Dusán) 1991
- Az első dal (Presser Gábor–Sztevanovity Dusán) 1999
- Az én életrajzom (Frenreisz Károly–Sztevanovity Dusán) 1970
- Az én időmben (Presser Gábor–Sztevanovity Dusán) 2001
- Az én városom (Presser Gábor–Sztevanovity Dusán) 1979
- Azért is az égben járok (Schöck Ottó–Sztevanovity Dusán) 1968
- Az legyél, akinek látszol (Presser Gábor–Adamis Anna) 1985
- Az ünnep (Presser Gábor–Sztevanovity Dusán) 1982

#### B
- Bábel (Schöck Ottó–S. Nagy István) 1968
- Ballada a mamákról (Presser Gábor–Sztevanovity Dusán) 2011
- Bell, a részeges kutya (Schöck Ottó–Sztevanovity Dusán) 1967
- Boldog idő (Presser Gábor–Sztevanovity Dusán) 1991

#### C, Cs
- Citromizű banán (Frenreisz Károly–Sztevanovity Dusán) 1969
- Coda (Presser Gábor–Sztevanovity Dusán) 1978
- Coda II. (Presser Gábor–Sztevanovity Dusán) 1982
- Csak a szerelem (Presser Gábor–Sztevanovity Dusán) 2006
- Csak játék (Presser Gábor–Sztevanovity Dusán) 1997
- Csillaglány   1971
- Csókokkal vársz (Save Your Kisses for Me) (Tony Hiller–Lee Sheriden–Martin Lee–Sztevanovity Dusán) 1976
- Csúf kislány (Novai Gábor–Miklós Tibor) 1976

#### D
- De nincs béke (Sed non est pax) (Presser Gábor–Sztevanovity Dusán) 1982
- Dohányfüstös terem (Schöck Ottó–Sztevanovity Dusán) 1968

#### E, É
- Édes évek (Sztevanovity Zorán–S. Nagy István) 1966
- Egészen egyszerű dal (Presser Gábor–Sztevanovity Dusán) 1977
- Egészen egyszerű emberek (Presser Gábor–Sztevanovity Dusán) 1977
- Egy fiú és egy lány (Sztevanovity Zorán–Sztevanovity Dusán) 1968
- Egy szót se szólj (Schöck Ottó–Sztevanovity Dusán) 1969
- Egyre hull az őszi zápor (Malek Miklós – S. Nagy István) 1975
- 1x, 2x, 3x... (Frenreisz Károly–Sztevanovity Dusán) 1970
- Egy vallomás a sok közül (Presser Gábor–Sztevanovity Dusán) 1979
- Éjfél után (Somló Tamás–Sztevanovity Dusán) 1979
- Élet tanár úr (Závodi Gábor–Sztevanovity Dusán) 1995
- Elfogyott a só (Sztevanovity Zorán–Sztevanovity Dusán) 1969
- Elmúlt a jó idő (Oliver Blume–Sztevanovity Dusán) 1991
- Ember a vízben (Presser Gábor–Sztevanovity Dusán) 2011
- Emlékek bálja (Sipeki Zoltán–Sztevanovity Dusán) 1995
- Én már próbáltam (Presser Gábor–Sztevanovity Dusán) 2003
- Én vagyok az (Presser Gábor–Sztevanovity Dusán) 1978
- És közben szólt a Colt (Frenreisz Károly–Sztevanovity Dusán) 1970
- Esküvő (Jávori Ferenc Fegya – Sztevanovity Dusán) 2011
- Eső előtt, eső után (Gerendás Péter–Sztevanovity Dusán) 1991
- Ezer alakban (Presser Gábor–Sztevanovity Dusán) 2001
- Ez volt a dal (Presser Gábor–Sztevanovity Dusán) 2017

#### F
- Fehér sziklák (Fényes Szabolcs–S. Nagy István) 1968
- Fekete Pál (Schöck Ottó–Sztevanovity Dusán) 1969
- Felejtsd el (Oliver Blume–Sztevanovity Dusán) 1991
- Feltámadtál (Schöck Ottó–Sztevanovity Dusán) 1967

#### GY
- Gyémánt és arany (Schöck Ottó–Sztevanovity Dusán) 1967
- Gyere velem (Presser Gábor–Sztevanovity Dusán) 1987
- Gyönyörű szép álom (Szörényi Levente–Bródy János) 1979

#### H
- Hadd legyen (Presser Gábor–Sztevanovity Dusán) 1982
- Ha fánk vagy örülj, hogy élsz (Frenreisz Károly–Sztevanovity Dusán) 1970
- Ha hinnél valamiben (Presser Gábor–Sztevanovity Dusán) 1999
- Hajolj le hozzám (Szörényi Levente–Bródy János) 1979
- Hajózni kell (Presser Gábor–Sztevanovity Dusán) 1995
- Ha Júliát kérdeznék meg (Sztevanovity Zorán–Sztevanovity Dusán) 1970
- Ha másképp szeretnél (Gerendás Péter–Sztevanovity Dusán) 1991
- Háló (Sztevanovity Zorán–Sztevanovity Dusán) 1971
- Harminc (Presser Gábor–Sztevanovity Dusán) 2006
- 34. dal (Presser Gábor–Sztevanovity Dusán) 1982
- Hazárdjáték (Schöck Ottó–Sztevanovity Dusán) 1969
- Hé, ‘67 (Presser Gábor–Sztevanovity Dusán) 1987
- Hétfő este (Sztevanovity Zorán–Sztevanovity Dusán) 1978
- Hétköznapi semmiség (Schöck Ottó–S. Nagy István) 1967
- Hiába vársz (Presser Gábor–Sztevanovity Dusán) 2006
- Hol az a hely (Frenreisz Károly–Sztevanovity Dusán) 1970
- Hómadár (Schöck Ottó–Sztevanovity Dusán) 1970
- Hová megyünk? (Presser Gábor–Sztevanovity Dusán) 1997
- Hozzám tartozol (Presser Gábor–Sztevanovity Dusán) 1982

#### I
- Így alakult (Presser Gábor–Sztevanovity Dusán) 2001
- Így is jó (Presser Gábor–Sztevanovity Dusán) 1979
- Itt a vásár (Presser Gábor–Sztevanovity Dusán) 1997

#### J
- Játssz még! (Presser Gábor–Sztevanovity Dusán) 1982
- Jó így (Presser Gábor–Sztevanovity Dusán) 1997
- Jól megy nekünk (Sztevanovity Zorán–Sztevanovity Dusán) 1991

#### K
- Kabát dal (Presser Gábor–Sztevanovity Dusán) 2001
- Kamasz kislány (Sztevanovity Zorán–Sztevanovity Dusán) 1968
- Kék asszony (Presser Gábor–Adamis Anna) 1998
- Kell ott fenn egy ország (Chris Rea – magyar szöveg: Sztevanovity Dusán) 1994
- Kiáltás (Presser Gábor–Sztevanovity Dusán, Presser Gábor) 1977
- Ki figyel rám? (Sztevanovity Zorán–Sztevanovity Dusán) 2006
- Kócos ördögök (Sztevanovity Zorán–Sztevanovity Dusán) 1970
- Kóló (Sztevanovity Zorán–Sztevanovity Dusán) 2011
- Könnyűvérű lányok (Sztevanovity Zorán–Sztevanovity Dusán) 1970
- Könyörgés (Presser Gábor–Adamis Anna) 1976
- Közel a sátánhoz (Hanka Péter–Sztevanovity Dusán) 1971
- Közös szavakból (Sztevanovity Zorán–Sztevanovity Dusán) 2006

#### L
- Lóg a falon egy fekete kard (Frenreisz Károly–Sztevanovity Dusán) 1970
- Lusta dal (Presser Gábor–Sztevanovity Dusán) 1997

#### M
- Magyar jakobinus dala (Victor Máté–Ady Endre) 1985
- Magyarország (Presser Gábor–Sztevanovity Dusán) 2009
- Majd egyszer... (Presser Gábor–Sztevanovity Dusán) 1995
- Maradj a hangszernél (Presser Gábor–Sztevanovity Dusán) 2006
- Maradj még (Sztevanovity Zorán–Sztevanovity Dusán) 1991
- Már a galambok se repülnek (Presser Gábor–Sztevanovity Dusán) 1995
- Mária volt (Sztevanovity Zorán–Sztevanovity Dusán) 1969
- Máshol (Bruce Springsteen – magyar szöveg: Sztevanovity Dusán) 2003
- Meddig fáj még? (Presser Gábor–Sztevanovity Dusán) 2001
- Még egy (Presser Gábor–Sztevanovity Dusán) 2009
- Még mindig (Presser Gábor–Sztevanovity Dusán) 2011
- Menj el (Presser Gábor–Sztevanovity Dusán) 1977
- Miért lett másképp (Sztevanovity Zorán–Sztevanovity Dusán) 1982
- Miért ne játszhatnánk el jól? Menj el (Presser Gábor–Sztevanovity Dusán) 1997
- Miért találtam rád (Blumm József – Szenes Iván) 1974
- Mi fáj? (Nikolics Ottó–Boros János) 1966
- Mi kéne még? (Presser Gábor–Sztevanovity Dusán) 1978
- Mikor növünk fel? (Sztevanovity Zorán–Sztevanovity Dusán) 2011
- Mikor valóra vált az álmunk (Presser Gábor–Sztevanovity Dusán) 1999
- Mit nekem (Presser Gábor–Sztevanovity Dusán) 1979
- Mondd, hogy mindig így lesz majd (Presser Gábor–Sztevanovity Dusán) 2001
- Mondtam neked (Presser Gábor–Sztevanovity Dusán) 2011
- Morning has broken (Cat Stevens–Eleanor Farjeon) 2016

#### N, NY
- Nálad (Somló Tamás–Sztevanovity Dusán) 1982
- Neked írom a dalt (Presser Gábor) 20109
- Nekem még nem volt gyerekévem (Presser Gábor–Sztevanovity Dusán) 1979
- Nekem nem elég (Presser Gábor–Sztevanovity Dusán) 1977
- Nelly (Sztevanovity Zorán–Sztevanovity Dusán) 1968
- Nem haragszom rád (Presser Gábor–Sztevanovity Dusán) 1995
- Nem kell mindig (Presser Gábor, Karácsony János–Sztevanovity Dusán) 1987
- Nem vagyok elveszett ember (Schöck Ottó–Sztevanovity Dusán) 1968
- Ne szólj rám (Schöck Ottó–Sztevanovity Dusán) 1969
- Ne várd a májust (Bródy János) 1982
- Név nélkül (Somló Tamás–Sztevanovity Dusán) 1977
- Nincsen kedvem (Presser Gábor–Sztevanovity Dusán) 2017
- Nincs más (Presser Gábor–Sztevanovity Dusán) 2001
- Nyomom a gázt (Sztevanovity Zorán–Sztevanovity Dusán) 1974

#### O, Ő
- Okos Szamár (Schöck Ottó–Sztevanovity Dusán) 1969
- Osztálykirándulás (Presser Gábor–Sztevanovity Dusán) 1998
- Ő az (Gerendás Péter, Presser Gábor–Sztevanovity Dusán) 1997
- Ő és én (Schöck Ottó–Sztevanovity Dusán) 1968
- Örökség (Presser Gábor–Boris Filan, magyar szöveg: Sztevanovity Dusán) 1987

#### P
- Pár csepp méz (Schöck Ottó–Sztevanovity Dusán) 1968
- Penitencia (Presser Gábor–Sztevanovity Dusán) 2006

#### R
- Rázós dal (Bruce Hornsby – magyar szöveg: Sztevanovity Dusán) 2003
- Régimódi dal (Sipeki Zoltán–Sztevanovity Dusán) 1995
- Romantika Presser Gábor–Sztevanovity Dusán) 1978
- Roppant kényes a helyzetem (Sztevanovity Zorán–S. Nagy István) 1967

#### S, Sz
- Sohase higgyetek a szemeteknek (Presser Gábor–Sztevanovity Dusán) 2001
- Szabadon jó (Somló Tamás–Sztevanovity Dusán) 1978
- Szabadságdal (Presser Gábor–Sztevanovity Dusán) 2011
- Szállj fel újra (Presser Gábor–Sztevanovity Dusán) 1997
- Számíthatsz rám (Sztevanovity Zorán–Sztevanovity Dusán) 1987
- Szappanopera (Presser Gábor–Sztevanovity Dusán) 1997
- Száz évig élünk (Pavel Danek–Sztevanovity Dusán) 1995
- Szépek és bolondok (Presser Gábor) 1993
- Szép holnap (Mark Knopfler – magyar szöveg: Sztevanovity Dusán) 1987
- Szép Júlia (Gerendás Péter–Sztevanovity Dusán) 1987
- Szerelmes dal (Karácsony János–Sztevanovity Dusán) 1978
- Szerenád (Presser Gábor–Sztevanovity Dusán) 1999
- Szeretlek (Sipeki Zoltán–Sztevanovity Dusán) 1997
- Szeretnél-e még... (Babos Gyula–Sztevanovity Dusán) 1982
- Színesre festve (Hanka Péter–Tóth Béla) 1971
- Szobrok (Schöck Ottó–Sztevanovity Dusán) 1969

#### T
- Táncolj, csak táncolj (Presser Gábor–Sztevanovity Dusán) 1997
- Távolság (Presser Gábor–Sztevanovity Dusán) 2011
- Te is szólalj meg (Sztevanovity Zorán–Sztevanovity Dusán) 1995
- Te majd kézenfogsz… (Presser Gábor) 2017
- Tiszta szó (Demjén Ferenc) 1978
- Több mint félszáz év (Presser Gábor–Sztevanovity Dusán) 1997
- Törjön a csend (Presser Gábor–Sztevanovity Dusán) 2011
- Törött pohár (Schöck Ottó–Sztevanovity Dusán) 1968
- True Love (Cole Porter) 1994

#### U, Ü
- Ugye lesz erőm? (Leslie Mándoki, László Bencker–Leslie Mándoki, magyar szöveg: Sztevanovity Dusán) 1997
- Ugye, nem zavar (Karácsony János–Sztevanovity Dusán) 1982
- Úgy volt (Presser Gábor–Sztevanovity Dusán) 1999
- Uram, a dolgok rosszul állnak (Sztevanovity Zorán–Sztevanovity Dusán) 1987
- Utolsó cigaretta (Presser Gábor–Sztevanovity Dusán) 2001
- Ülök csendben egy kis padon (Dobsa Sándor–Bradányi Iván) 1976
- Ülök egy rózsaszinű kádban (Schöck Ottó–Sztevanovity Dusán) 1969
- Üres bölcsőt ringat a Hold fénye (Harry Chapin, magyar szöveg: Sztevanovity Dusán) 2004
- Üzenet (Presser Gábor–Sztevanovity Dusán) 1978

#### V
- Vadkelet (Presser Gábor–Sztevanovity Dusán) 1995
- Valahol mélyen a szívemben (Presser Gábor–Sztevanovity Dusán) 1978
- Valaki mondja meg (Presser Gábor–Adamis Anna) 1987
- Valami más (Presser Gábor–Sztevanovity Dusán) 1999
- Valami újat szeretnék (Schöck Ottó–Sztevanovity Dusán) 1968
- Vár a rét, hív a nyár 1974
- Vasárnap délután (Presser Gábor–Sztevanovity Dusán) 1979
- Vásott éjek (Sztevanovity Zorán–Sztevanovity Dusán) 1974
- Végre itt van az óra (Sztevanovity Zorán–S. Nagy István) 1967
- Velem is megtörtént (Karácsony János–Sztevanovity Dusán) 1979
- Vihar (Presser Gábor–Sztevanovity Dusán) 2006
- Viharvirág (Sztevanovity Zorán–Sztevanovity Dusán) 1967
- Világország (Presser Gábor–Sztevanovity Dusán) 1999
- Virtuális Föld (Presser Gábor–Sztevanovity Dusán) 1999
- Volt egy tánc (Leonard Cohen, magyar szöveg: Sztevanovity Dusán) 1991

#### Z
- Záróra (Leonard Cohen, magyar szöveg: Sztevanovity Dusán) 2004

## Főbb filmszerepek
- Ezek a fiatalok (1967)
- Extázis 7-10-ig (1969)
- Szép leányok, ne sírjatok (1970)
- Ripacsok (1981)
- Moziklip (1987)
- Sihedernyi koromban (2000) – dokumentumfilm

## Díjak, kitüntetések
- Ezüst Gitár-díj (1967)
- Táncdalfesztivál – Nemzetközi Dalfesztivál – II. díj (1968)
- Popmeccs – Az év énekese (1977, 1978)
- Liszt Ferenc-díj (1982)
- EMeRTon-díj (1987)
- Arany Zsiráf-díj (1994)
- A Magyar Köztársasági Érdemrend tisztikeresztje (1994)
- Arany Európa életműdíj (1994)
- Arany Zsiráf Életműdíj (1998)
- Lyra-díj (1998)[9][10]
- Gundel művészeti díj (2002)
- EMeRTon-díj (2002)
- Artisjus-díj (2002)
- A Magyar Köztársasági Érdemrend középkeresztje (2005) – több évtizedes, kiemelkedő népszerűségnek örvendő pályafutásáért, a több generáció legnemesebb érzelmeihez és értelméhez szóló előadó-művészi tevékenységéért
- Kossuth-díj (2006) – a magyar könnyűzenei életben több mint négy évtizeden át végzett művészi munkásságáért
- Prima Primissima díj (2006)
- Budapestért díj (2009)

## Családja
Öccse Sztevanovity Dusán szövegíró. 1977. október 6-án feleségül vette Tarján Györgyi színésznőt, de házasságuk később válással végződött. Második felesége, Lévai Éva, Szandra lányának édesanyja 1996-ban elhunyt. Harmadik felesége Hegyi Barbara Jászai Mari-díjas színésznő.

## További információ
- Zorán. Az elmúlt 30 év...; szöveg Koncz István et al., fotó Keleti Éva, Lippay Ágnes, Simon Csilla; Hunga-print, Bp., 1994
- Zorán koncertnapló; fotó Perger László, dalszöveg Sztevanovity Dusán, szerk. Tolmácsi János; Kultúrbarlang, Bp., 2013
- Hivatalos oldal
- Sztevanovity Zorán a PORT.hu-n (magyarul)
- Sztevanovity Zorán az Internet Movie Database-ben (angolul)